# Ладлоу (Южная Дакота)
Ла́длоу (англ. Ludlow) — невключённая территория в округе Хардинг (Южная Дакота). Расположена примерно в 21 миле (33 км) к северу от Баффало и 6 (10 км) милях к югу от границы Южной Дакоты. Через Ладлоу проходит федеральная автомагистраль 85. Несмотря на то что территорию не отслеживало Бюро переписи населения США, ей был присвоен ZIP-код 57755. Названа в честь исследователя Уильяма Ладлоу.
Территория сильно отдалена от ближайшего (в 20 милях) продуктового магазина и заправки. В населённом пункте находится сельская школа и церковь, последняя была разрушена в 1990 годы и восстановлена в 2012 году. Население составляло 3 человека по переписи 2018 года.